# Luis de Carvajal y de la Cueva
Luis Carvajal y de la Cueva, «el viejo» (Mogadouro, Trás-os-Montes, Portugal, 1537-Ciudad de México, 13 de febrero de 1591) fue uno de los conquistadores españoles de México, fundador del Nuevo Reino de León. Ejerció como comerciante, militar, conquistador, traficante de esclavos y político. Tanto él como su familia, cristianos nuevos de origen judío portugués, (denominados marranos en la época, y por la historiografía posterior) fueron acusados de judaizar, procesados, torturados y condenados por la Inquisición. Murió en prisión a causa de los maltratos recibidos durante su cautiverio. Fue tío de, Luis de Carvajal «el Mozo», poeta y místico a quien se considera el primer escritor judío de América. 

## Nacimiento y juventud
Perteneció a una familia de judíos de la zona de Benavente y Zamora que había huido a Portugal refugiándose de las persecuciones en España. Sus padres fueron Gaspar de Carvajal y Catalina de León. La familia de su madre se dedicaba al comercio de esclavos, principalmente en el área de Guinea, al oeste de África.
En la década de los cuarenta, la Inquisición Portuguesa persiguió a varios miembros de su familia, por lo que regresaron a España como cristianos nuevos, a la ciudad de Sahagún cuando Luis tenía 8 años de edad.se mudó a , España con su familia, viviendo en la población leonesa de Sahagún. 
Se cree que tras la muerte de su padre, su tío materno, Duarte de León, lo envió de regreso a Portugal, donde permaneció estudiando cerca de diez años estudiando, hasta c.1560. Logró emplearse como contador, y por sus buenos servicios llegó a ser nombrado tesorero en representación de la Corona portuguesa en la isla de Cabo Verde, al oeste de África, donde trabajó durante trece años, hasta 1573, controlando el comercio de esclavos.

## Primera estancia en América
Decidió mudarse a Sevilla, donde se casó en 1564 con Guiomara de Ribera, originaria de Lisboa. Al poco tiempo, problemas financieros y maritales le empujaron a emprender una expedición al Nuevo Mundo, con su propio barco y como segundo al mando de la Flota de Indias. Una vez en América fue nombrado alcalde de Tampico.
En el otoño de 1568 apresó a 77 ingleses de la expedición de John Hawkins que, tras perder algunos barcos en Veracruz, estaban saqueando la costa de Tamaulipas. Martín Enríquez de Almansa, virrey de Nueva España, quedó impresionado por el hecho y le nombró capitán.
Realizó diversas expediciones, en una de las cuales cruzó el Río Grande, siendo el primer español en entrar en el territorio del actual Texas después de la accidentada odisea de Alvar Núñez Cabeza de Vaca. Acusado de abuso de autoridad (esclavizar y vender indígenas), fue obligado a defenderse: primero en México y luego volviendo a la península ibérica.

## Segunda estancia en América
Ante el Consejo de Indias propuso en 1579 la colonización del territorio mexicano de mar a mar; y consiguió la confianza de las autoridades para volver a la Nueva España como gobernador y capitán general para el establecimiento del Nuevo Reino de León, doscientas leguas adentro de Tampico, en un extenso territorio de límites indefinidos entre los actuales México y Estados Unidos (el actual estado de Nuevo León, Coahuila, Tamaulipas y el sur del actual estado de Texas). Embarcó en el Santa Catalina con cien familias judías provenientes de Portugal, Benavente, Valderas, Zamora, Sayago y Medina del Campo, con las que llegó a su destino en 1580.
Luis de Carvajal había presentado al rey Felipe II su proyecto para colonizar tierras ubicadas al norte de Nueva España, lo que habría de resultar en la fundación del Nuevo Reino de León, cuyos límites jurisdiccionales partían del puerto de Pánuco, al norte del actual Estado de Veracruz, mismo que se extendía 200 leguas hacia el Oeste y otras 200 leguas hacia el Norte, formando así un cuadrado que tendría 800 kilómetros por lado, sin embargo esta extensión invadiría las jurisdicciones del Reino de la Nueva Vizcaya, al cual pertenecía la casi recién fundada villa de Santiago del Saltillo.
Carvajal fundaría, en la zona que ocupa actualmente la ciudad de Monterrey, Nuevo León, la villa de Santa Lucía, establecida en 1577 por Alberto del Canto, que luego renombró como Ciudad de León, fundando así mismo otro asentamiento que denominó San Luis Rey de Francia (donde se refundó en 1596 la ciudad de Monterrey). Para pacificar y colonizar el territorio contó con cien soldados y sesenta trabajadores casados.

## La familia Carvajal ante la Inquisición
Entre los criptojudíos que comenzaron a desarrollar la vida social del nuevo territorio estaba su propia familia: su hermana Francisca de Carvajal, su cuñado Francisco Rodríguez y los hijos de éstos (el más destacado históricamente fue el que se llamaba como él: Luis de Carvajal el Mozo). Cuando parecía que habían alcanzado la prosperidad, y a pesar de que públicamente mantenían la religión cristiana, en 1590 fueron acusados como judaizantes ante la Inquisición. La denuncia la hizo el capitán Felipe Nuñez, a quien supuestamente había intentado atraer al judaísmo doña Isabel, una de las sobrinas de Carvajal.
Su sobrino, sobrinas y hermana, sin exceptuar a dos niños, llamados Anica y Miguel, fueron procesados, torturados en el potro,y casi todos quemados vivos en la hoguera.  
En el auto de fe del 2 de febrero de 1590, Luis, su madre Francisca y sus sobrinas Isabel, Leonor y Catalina se reconciliaron vistiendo el sambenito y «abjurando públicamente sus pecados». Sin embargo, poco tiempo después, fueron nuevamente acusados de reincidir en prácticas judaizantes, y condenados a un proceso más estricto que culminó en la muerte en la hoguera, consumada en el quemadero de San Hipólito.
Luis fue perdonado de la hoguera de último momento, pero a cambio, se le condenó condenado a prisión y sambenito perpetuos. Mientras esperaba la ejecución de su sentencia, el gobernador Carvajal murió en prisión el 13 de febrero de 1591, a causa de las duras condiciones de su cautiverio.